# Pin群
数学中，Pin 群是一个二次型空间相伴的克利福德代数的一个子群。它有一个到正交群的 2 对 1 映射，就像 Spin 群映到特殊正交群一样。
从 Pin 群到正交群的映射不是满的也不是万有覆叠空间，但对定二次型，两者都正确。

## 确定形式
确定形式的 Pin 群是到正交群的满射，每个分支都是单连通的：它是正交群的二重覆叠。正定二次型 {\displaystyle Q}  和它的负形式 {\displaystyle -Q} 不是同构的，但是正交群是同构的
。
就标准形式而言，{\displaystyle O(n,0)=O(0,n)}，但是 {\displaystyle {\mbox{Pin}}(n,0)\not \cong {\mbox{Pin}}(0,n)}。使用 Clifford 代数（这里 {\displaystyle v^{2}=Q(v)\in C\ell (V,Q)}）中通用的“±”号记法，我们可以写成
{\displaystyle {\mbox{Pin}}_{+}(n):={\mbox{Pin}}(n,0)\qquad {\mbox{Pin}}_{-}(n):={\mbox{Pin}}(0,n)}
它们都是到 {\displaystyle O(n)=O(n,0)=O(0,n)} 的满射。
与之对比，我们有同构 {\displaystyle {\mbox{Spin}}(n,0)\cong {\mbox{Spin}}(0,n)} 且他们都是特殊正交群 SO(n) 惟一的万有覆叠。

## 作为拓扑空间
任何连通拓扑群在拓扑意义上有惟一的万有覆叠空间，这个空间有惟一的群结构作为基本群的中心扩张。对一个不连通拓扑空间，含单位元的分支有一个惟一的万有覆叠，然后在其他分支作为拓扑空间可取同一个覆叠（这是单位分支的主齐性空间），但是其它分支的群结构一般不是惟一的。
Pin 和 Spin 群是和正交群和特殊正交群关联的独特的拓扑空间，由 Clifford 代数中得出：存在其他类似的群，对于于其他分支的其他二重覆叠或者其他群结构，但是他们不叫做 Pin 或 Spin 群，研究得也少。

## 结构
两个 Pin 群对应于中心扩张
{\displaystyle 1\to \{\pm 1\}\to {\mbox{Pin}}_{\pm }(V)\to O(V)\to 1}
{\displaystyle {\mbox{Spin}}(V)}（行列式为 1 的分支）上的群结构已经定义好了；其余分支的群结构由中心确定，从而有一个 {\displaystyle \pm 1} 分歧。
两个扩张由一个反射的原像的平方是 {\displaystyle \pm 1\in \ker \left({\mbox{Spin}}(V)\to SO(V)\right)} 区分，这两个 Pin 群即是这样命名的。明确地说，一个反射在 {\displaystyle O(V)} 中的指数为 2，{\displaystyle r^{2}=1}，所以反射的原像的平方（具有行列式 1）一定在 {\displaystyle {\mbox{Spin}}_{\pm }(V)\to SO(V)} 的核中，所以  {\displaystyle {\tilde {r}}^{2}=\pm 1}，两种选择都确定了一个 Pin 群（因为所有反射共轭于联通群 {\displaystyle SO(V)} 的中一个元素，所有反射的平方一定具有相同值）。
具体地，在 {\displaystyle {\mbox{Pin}}_{+}} 中，{\displaystyle {\tilde {r}}} 的指数为 2，子群 {\displaystyle \{1,r\}} 的原像是 {\displaystyle C_{2}\times C_{2}}：如果我们重复同一个反射，得到恒同。
在 {\displaystyle {\mbox{Pin}}_{-}} 中，{\displaystyle {\tilde {r}}} 的指数为 4：
如果重复同一个反射两次，我们得到了一个“旋转 2π”——{\displaystyle {\mbox{Spin}}(V)\to SO(V)} 中的非平凡元可以理解为“旋转 2π”（每一个轴得出相同的元素）。

### 低维数
在 2 维，{\displaystyle {\mbox{Pin}}_{+}} 与 {\displaystyle {\mbox{Pin}}_{-}} 的区别反映了一个正 2n 边形的二面体群和循环群 {\displaystyle C_{2n}} 的区别。
在 {\displaystyle {\mbox{Pin}}_{+}} 中，一个正 2n 边形的二面体群的原像，视为子群 {\displaystyle {\mbox{Dih}}_{n}<O(2)}，是  2n 边形的二面体群 {\displaystyle {\mbox{Dih}}_{2n}<{\mbox{Pin}}_{+}(2)}；然而在 {\displaystyle {\mbox{Pin}}_{-}} 中二面体群的原像是循环群 {\displaystyle {\mbox{Dic}}_{n}<{\mbox{Pin}}_{-}(2)}
在 1维，Pin 群共轭于第一个二面体群和循环群：
{\displaystyle {\begin{aligned}{\mbox{Pin}}_{+}(1)&\cong C_{2}\times C_{2}={\mbox{Dih}}_{1}\\{\mbox{Pin}}_{-}(1)&\cong C_{4}={\mbox{Dic}}_{1}\end{aligned}}}

## 不定 Pin 群
Spin(p,q) 有八种不同的二重覆叠，对 {\displaystyle p,q\neq 0}，这对应于用 {\displaystyle C_{2}} 中心扩张（中心不是 {\displaystyle C_{2}\times C_{2}} 就是 {\displaystyle C_{4}}）。只有其中两个称为 Pin 群，他们可以将 Clifford 代数作为一个表示。他们分别称为 Pin(p,q) 和 Pin(q,p)。

## 命名
这个群的名称在 迈克尔·阿蒂亚、拉乌尔·博特、A. Shapiro：
Clifford modules（Topology 3, suppl. 1 (1964), pp. 3-38, on page 3, line 17）一文中引入，他们说“这个笑话归于 J-P. Serre”。这是“Spin”的逆构词法：Pin 之于  Spin 就像 O(n) 之于 SO(n)，从而从“Spin”中去掉“S”得到“Pin”。进一步，词“Pin”的法语发音和一个粗痞话相同，这暗示了这个名称的起源于（或被归于）塞尔。